# 般若院英泉
般若院英泉（はんにゃいん えいせん、1714年 - 1782年）は、江戸時代に久保田藩で活躍した宗教家・教育者。

## 生涯
般若院英泉は、久保田藩綴子村（つづれこむら、現・秋田県北秋田市綴子）の峰積院という古い社家の次男として生まれた。寺は神宮寺と改称され、兄の14代烈光（れっこう）が継ぐことになる。現在この神社は綴子神社となっている。英泉は13歳で修験道に入門、14歳で生涯飲酒・肉食・情交を断つことを決意する。20歳前半では修験道や儒教に加えて、特に曹洞宗の修業に積極的に参加した。
1740年に修験道の総本山である大峯山寺に峰入りする。下山後、京都で松岡如庵のもと、論語、易、神代巻口訣、大祓詞を学ぶ。帰国後、生家を出て近くに庵を結び、金剛庵と名付けて独居生活を始める。1746年に出国、山形の当山派修験寺院を歴参、翌年山形から会津を経て江戸に上り帰郷した。1747年以降、北秋田各地で各種法会を開催し修業の成果を仲間に伝授した。真言宗安祥寺流儀礼による不動法の修業や七座山天神宮における役小角1050年忌の開催などを実施する。1751年には、3度目の出国をする。九州豊前の霊場彦山に登り、彦山下山後は京都から伊勢、江戸を巡り帰国する。
1764年には、七座神社で近辺の宗教家を集め7日間にわたって祈祷法令を行った。そこで『七座山天神縁起』を記す。これは七座山を天神7代が鎮座する聖地と解釈し、また、日本書紀に記述される阿倍比羅夫が至った地の「肉入籠（ししりこ）」を綴子と解釈し、阿倍比羅夫は七座神社を創設したとした。英泉はこれにより、七座神社を伊勢神宮に匹敵する聖地であるとした。また、英泉はこの祈祷法令を年中行事とした他、北秋田各地の宗教家を集め、修験道・儒学・神道学の講義を行っている。さらに、農民のための雨乞い祈祷を実施し、害虫の最新駆除法である注油法を農民に伝授した。(同じ時期に同じ地区にいた長崎七左衛門もこの駆除法を伝えている)
英泉は60歳以降は著作活動に専念した。『発願紀年録』という自伝の他、『修験道十八箇警策略鈔』『神迷学的』『肉食禁忌弁』『仏母孔雀明王経校訂本』などの宗教書、多数の神社縁起、随筆集などを著し、1782年に70歳で死亡する。わざわざ志摩から尋ねて来て、中央での宗教活動を勧める人もいたが、英泉は地方での活動に意義を感じ、自負心を持って地方での宗教活動を最後まで行った。
松岡如庵は、橘神道の門弟であるが、神道だけではなく国学や医学、本草学でも名を成した人物であった。このような人の門下になったことは、般若院英泉の学風に影響を及ぼしている。内館文庫に広範囲な蔵書が90余種、百巻もの著述が残され、六百巻余の写本が残されているのはこれが原因だと考えられている。
『仏母孔雀明王経校訂本』の三千部は英泉の死後、1793年に京都で刊行された。
菅江真澄は1807年にこの地方を通り、般若院英泉のことを日記『おがらの滝』に記録している。

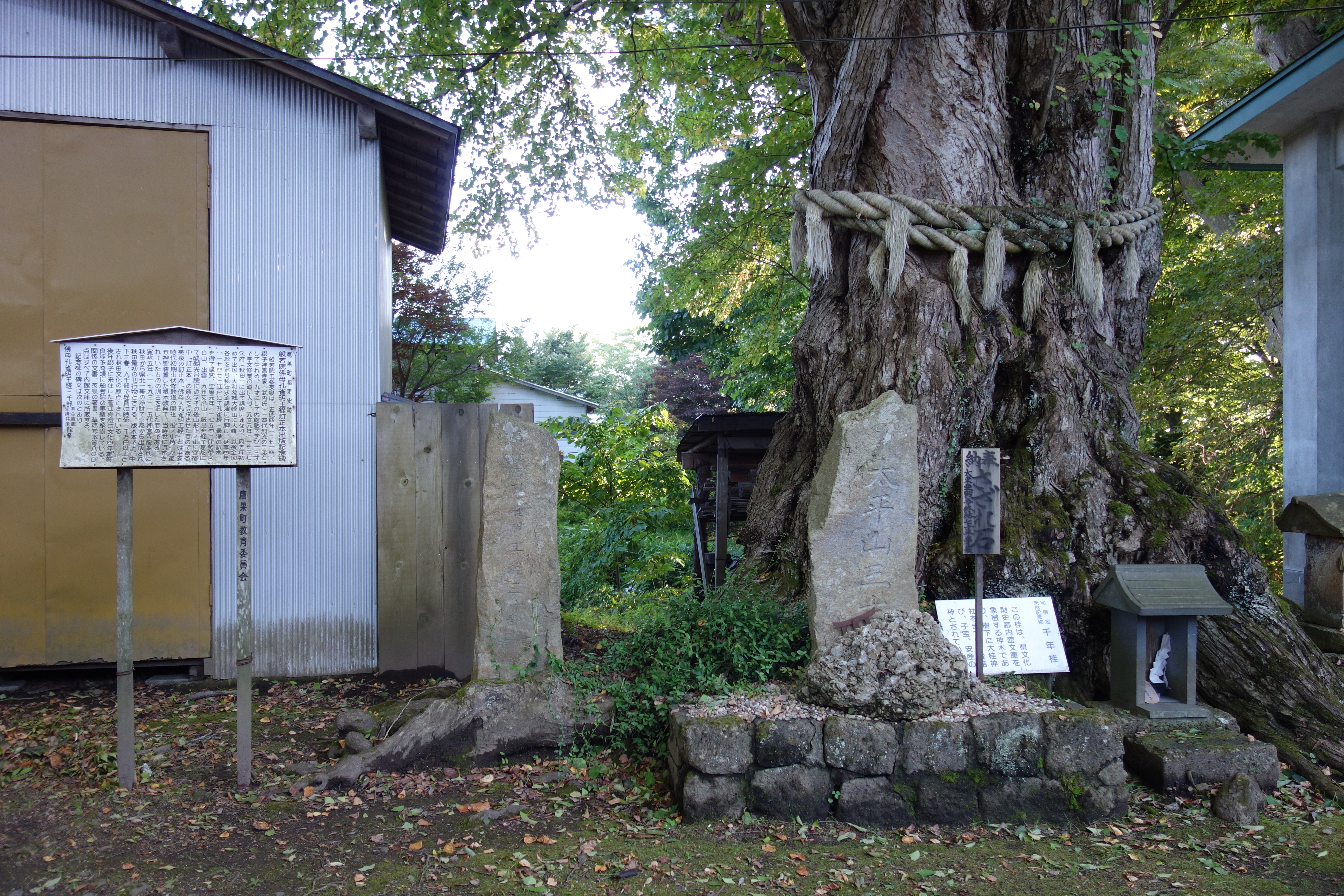
綴子神社内にある仏母孔雀明王経校訂本出版記念碑(中央左)
右にある建物が内館文庫跡

## 内館塾
綴子には英泉の先祖である、11代常覚院実明（じょうかくいんさねあき）が庶民教育のために慶安年間（1648年 - 1652年）に創設した私塾の内館塾があった。内館塾は秋田で最も古い塾と言われている。英泉の兄の神宮寺烈光は内館塾を拡充して久保田藩の公許を得ている。英泉は宮野尹賢（みやのいんけん）とともに、この塾で秋田県北部各地から来た塾生の指導にあたった。この私塾には神道・修験道・儒学・仏教・国文・国学・天文・暦学・医学など広範囲にわたる蔵書が残されており、英泉の文書も多数残されている。その後この私塾は、明治時代に綴子小学校が作られるまで続いた。現在この地には、内館文庫（北緯40度15分10.9秒 東経140度22分07.2秒 / 北緯40.253028度 東経140.368667度）が残されている。
内藤湖南は、1884年綴子小学校に赴任した際、内館塾にあった古文書を研究している。

## 民話
般若院英泉が生後三ヶ月の旧正月の深夜、主人たちは正月春祈願のために部落まわりで外泊し、家族たちは深い眠りについていた。そこに奥座敷の雨戸が引き上げられ、そこから何者かが縁側をきしませ居間に入ってきた。障子を開けて毛むくじゃらの大男が現れ、暗闇の中で大声で子供を渡せと母を脅した。母は少しもあわてず、いろりの中にある真っ赤に焼けた五徳をおむつでつつみ「この大切な子供はお前のようなものには渡せぬ。これでも持っていけ」とばかりその五徳を怪物の手に素早く押し付けた。怪物は悲鳴をあげ、どこともともなく逃げ去った。次の日に夜明けとともに若い衆を呼び集め、雪道に続いている血痕のしたたる足跡をたどると、綴子本郷発祥の地である刑部岱、その奥の「田の沢」で息も絶え絶えの年老いた狸を発見した。怪物に投げつけた古い大きな五徳はいまでも武内家に残っているという。